# Rio Sarda
O rio Sarda é um rio localizado dos Himalaias que flui no sentido sul-sudeste ao longo da fronteira entre Índia e Nepal, convergindo com o rio Gagara após um percurso de cerca de 350 km.